# Hydractinia siphonis
Hydractinia siphonis är en nässeldjursart som först beskrevs av Eberhard Stechow 1921.  Hydractinia siphonis ingår i släktet Hydractinia och familjen Hydractiniidae. Inga underarter finns listade i Catalogue of Life.